# Holbrookia subcaudalis
Holbrookia subcaudalis är en ödleart som beskrevs av  Axtell 1956. Holbrookia subcaudalis ingår i släktet Holbrookia och familjen Phrynosomatidae. Inga underarter finns listade i Catalogue of Life.